# Boughton House
Boughton House é um palácio rural localizado em Northamptonshire. Pertence ao Duque de Buccleuch. 

## História
Boughton foi originalmente uma construção monástica. Entretanto, Sir Edward Montagu, o lorde chefe de Justiça do Rei Henrique VIII, adquiriu-o em 1528, antes da Dissolução dos Mosteiros. Montagu começou a converter Boughton numa mansão. A maior parte da construção é fruto das mudanças feitas por Ralph Montagu, 1.º Duque de Montagu. O duque tinha sido embaixador inglês na França; logo a mansão teve grandes influências arquitetônicas francesas. O seu filho, John Montagu, 2.º Duque de Montagu, fez poucas alterações na casa, mas embelezou os jardins e a paisagem da propriedade depois de regressar duma campanha na Europa com o seu sogro, o 1° Duque de Marlborough. Extensões da casa durante a década de 1690 tiveram como base o Palácio de Versalhes de Luís XIV.
Depois da morte de George, 3.º Duque de Montagu, em 1790, a casa passou, através do casamento de sua filha Elizabeth, para Henry Scott, 3.º Duque de Buccleuch e 5.º Duque de Queensberry. Esta família família escocesa detinha várias propriedades, situação que se manteve até aos dias de hoje. Boughton House foi pouco usada e alterada a partir do século XVIII e, por esse motivo, tem alguns dos quartos barrocos melhores preservados das ilhas britânicas.
O palácio está aberto ao público em Agosto e, através de indicações, para grupos educacionais no decorrer do ano.